# تپه چالاب
تپه چالاب مربوط به دوره نوسنگی - مس و سنگ است و در شهرستان خرم‌آباد، بخش دوره چگنی، دهستان تشکن، ۱/۵ کیلومتری جنوب غربی روستای کله بان ۲ واقع شده و این اثر در تاریخ ۲۲ اسفند ۱۳۸۵ با شمارهٔ ثبت ۱۸۱۹۱ به‌عنوان یکی از آثار ملی ایران به ثبت رسیده است.